# Jacques Girin
Jacques Girin, né le 15 avril 1946 à Grandris et mort le 1er novembre 2003 à Paris, est un chercheur en sciences de gestion français, directeur de recherche au CNRS qui a été directeur du Centre de recherche en gestion entre 1994 et 2003 et ancien élève de l’École polytechnique (promotion 1967).  

## Biographie

### Formation
Après ses études à l'École polytechnique (promotion 1967), Jacques Girin est formé par Michel Crozier à l’ADSSA (Association pour le développement des sciences sociales appliquées). Il entre ensuite au Centre de recherche en gestion de l’École polytechnique créé par Bertrand Collomb puis dirigé par Michel Berry auquel il succède en tant que directeur.

### Recherche
Jacques Girin inaugure la recherche dans trois domaines : la question du langage dans les organisations, l’analyse des situations de gestion et des agencements et les questions épistémologiques et méthodologiques propres aux sciences de gestion.
Il est un des premiers chercheurs en gestion à avoir thématisé l’espace comme élément de la gestion dans un texte coécrit avec Marie-Sabine Bertier-Blancher portant sur le travail dans une tour de la Défense. 
Il est également intervenu à l’École de Paris du management, dans le cadre de présentations sur le recrutement des maitres de conférence dans les universités et le rôle du facteur humain dans la sûreté des centrales nucléaires. 

## Publications

### Livres
- Jacques Girin, Langage, organisations, situations et agencements (avec la collaboration de Jean‑François Chanlat, Hervé Dumez et Michèle Breton), Ste Foy : Presses de l’Université Laval, a reçu le prix du meilleur ouvrage de recherche – FNEGE, 2017

### Articles
- Jacques Girin, Explication scientifique et argumentation sociale : réflexions à propos du débat du nucléaire, 1978
- Jacques Girin, L'opportunisme méthodique dans les recherches sur la gestion des organisations, mars 1989
- Jacques Girin, L’intervention comme jeu de mots : pour une déontologie du malentendu,
- Jacques Girin, Le siège vertical – vivre et communiquer dans une tour de bureaux, Annales des Mines, 1987